# موریس دوروفل
موریس دوروفله (به فرانسوی: Maurice Duruflé) (زاده ۱۹۰۲- مرگ ۱۹۸۶) نوازنده ارگ و آهنگ ساز اهل فرانسه بود.